# Josef Weikert
Josef Weikert (* 1837 in Friedland; † 15. November 1907 in Weißkirchen) war ein Kirchenmusiker und Komponist böhmischer Herkunft.

## Leben
Josef Weikert studierte 1866–1867 am Prager Konservatorium und nahm außerdem 1867 Orgelunterricht an der Prager Orgelschule bei František Zdeněk Skuherský. Von 1867 bis 1873 war er Regens Chori an der katholischen Kirche von Leitmeritz. Danach wirkte er gut ein Jahr als Chormeister und Gesangslehrer der Lugoscher Gesang- und Musikvereins. 1874 wurde er Organist und Regens Chori der katholischen Kirche Sanktanna und zugleich Chormeister des Deutschen Männergesangvereins in Weißkirchen. Zudem wirkte er als Klavier- und Musiklehrer und gab mit seinen Schülern, dem Gesangsverein und zuweilen der Militärkapelle der Weißkirchener Garnison zahlreiche Konzerte.
Zu seinem dreißigjährigen Dienstjubiläum wurde Weikert 1905 mit einem Festgottesdienst in der Kirche Sanktanna geehrt und zum Ehrenmitglied des Deutschen Männergesangvereins ernannt. Von seinen zahlreichen überwiegend kirchenmusikalischen Kompositionen sind viele bei der Vertreibung der deutschen Bevölkerung aus Weißkirchen 1944 verloren gegangen, nur etwas mehr als vierzig sind erhalten.

## Werke
- Requiem, 1867
- Requiem für 1 Singstimme und Orgel, 1875
- Libera me, Domine für Chor, Orgel, Flöte, 2 Klarinetten, 2 Hörner, Fagott, Kontrafagott, 1879
- Karnevals-Tänze, um 1879
- Exaltabunt für vierstimmigen Männerchor, 1890
- Marsch für Klavier und Orchester, 1892
- Ländler für Violine, Klavier und Harmonium, 1893
- Erste Messe mit Offertorium
- Zweite Messe mit Offertorium
- Dritte Messe mit Offertorium, 1898
- Ave Maria für Sopran-Solo, Violine und Orgel, 1898
- Ave Maria für Alt- oder Bass-Solo und Orgel
- Vierte Messe mit Offertorium für gemischten Chor, Orgel und Streichorchester, 1899
- Thränen sind des Menschen Los für gemischten Chor, 1899
- Fünfte Messe für gemischten Chor, Orgel und Streichorchester, 1900
- Kurze Messe in C, 1900
- Timete Dominum für gemischten Chor und Orgel, 1900
- Viderunt omnes fines, für gemischten Chor, Orgel und Streichorchester, 1900
- Am Grabe Jesu für gemischten Chor, Orgel und Streichorchester, 1901
- Ave Maria, Duett für Sopran, Tenor und Orgel, 1901
- Communion-Lied in E-Dur für gemischten Chor und Orgel, 1902
- Stabat Mater, 1902
- Jesu dulcis me Maria für gemischten Chor und Streichorchester, 1902
- O Maria, voll der Gnade für Chor und Orgel
- Omni die dic Mariae für 4 Singstimmen und Orgel, 1902
- Ave Maris stella für eine Singstimme und Orgel
- 7 Antiphonen zur Palmweihe, 1903
- Salve Regina
- Offertorium am Feste Peter und Pauli
- Graduale für das Fest Hl. Dreikönig für gemischten Chor und Orgel
- Reges Tharsis für gemischten Chor und Orgel, 1903
- Simile est regnum, 1903
- Tollite portas, 1903
- Lied zum hl. Antoni für 2 Stimmen und Orgel, 1903
- Diffusa est gratia, Offertorium für gemischten Chor, Orgel und Orchester, 1904
- Ad te levavi für gemischten Chor und Orgel, 1904
- Adorna Thalamum tuum, 1904
- Roratemesse, 1905
- Lass uns zu dir für Chor und Orgel, 1905
- O dignaerux sublimes für Chor und Orgel, 1905
- Es blüht der Blume eine für Chor und Orgel, 1906
- Lumen ad revelationem gentium, 1906
- O Deus, ego amo te für Sopran-Solo, Violine und Orgel, 1906
- O Deus, amor meus, Offertorium für Sopran-Solo, Violine und Orgel, 1906